# Faoug
Faoug é uma comuna da Suíça, situada no distrito de Broye-Vully, no cantão de Vaud. Tem 3,47 km² de área e sua população em 2018 foi estimada em 905 habitantes.